# سینما بولوار
سینما بولوار (نام پیشین: سینما مدائن) از سینماهای قدیمی تهران بود. این سینما در سال ۱۳۴۵ با نام سینما مدائن توسط محسن حکاک و با مدیریت علی فرزین آرین و در یک سالن با ظرفیت ۶۳۰ نفر در بلوار کشاورز بازگشایی شد و وارد چرخه اکران سینمای ایران شد. این سینما در سال ۱۳۹۹ بسته شد و تبدیل به مرکز همایش‌های دانشگاه علوم پزشکی تهران شد. 
هوشنگ گلمکانی، روزنامه‌نگار و منتقد دربارهٔ سینما بولوار و استقبال جوان‌ها از فیلم‌های آن نوشته‌است: «تا جایی که به یاد می‌آورم هویت این سینما زمانی شکل گرفت که صبح‌های جمعه «تلاش‌فیلم» احمد جورقانیان در آنجا برنامه داشت و هر بار یک فیلم کلاسیک یا خارج از جریان رایج اکران را نمایش می‌داد. بسته به فیلم، از صبح زود جوان‌های علاقه‌مند که تماشاگر جدی سینما بودند، جلوی سینما صف می‌کشیدند. البته همیشه هم هدف، سینما نبود. فیلم‌هایی با مایه‌های سیاسی، دانشجویان سیاست‌زده و سیاست‌گرا و صاحبان کله‌هایی را که بوی قرمه‌سبزی می‌داد، صبح‌های جمعه به جلوی سینما بولوار می‌کشاند. فضا کاملاً «دانشجویی» می‌شد. همین هویت در سال‌های اولیهٔ پس از انقلاب هم ادامه داشت و در آن دو سال اول که انبوهی از فیلم سیاسی روی پرده رفت، یکی از سینماهای ثابت نمایش‌دهندهٔ این‌جور فیلم‌ها همین سینما بولوار بود. به‌خصوص فیلم‌های روسی و آثار فیلمسازان چپ‌گرا.»
پس از انقلاب این سینما به سینما بلوار تغییر نام داد. این سینما دارای درجه کیفی «یک» بود. سینما بلوار در بلوار کشاورز، روبروی پارک لاله قرار دارد و در سال ۱۳۸۷ به دانشگاه تهران واگذار شد و تعطیل شد. زن‌ها فرشته‌اند آخرین فیلمی بود که در این سینما به‌نمایش درآمد. سینما بولوار پس از مدتی و بعد از بازسازی و انجام تعمیرات اساسی، بازگشایی شده و به اکران فیلم‌های سینمایی ادامه داده و در سانس آخر را به اجرا نمایش‌های کمدی اختصاص داده‌است.سینما بلوار در سال نود و هفت به دلیل کمبود مخاطبان و امتناع برخی شرکت های پخش فیلم از دادن فیلم های روز پر مخاطب به این سینما جهت اکران تعطیل شد اما کافه طبقه بالای سینما همچنان مشغول فعالیت بوده و پر رونق است